# Степанянц, Мариэтта Тиграновна
Мариэ́тта Тигра́новна Степаня́нц (род. 16 октября 1935, Москва, СССР) — советский и российский философ

 и востоковед, специалист по истории философии. Доктор философских наук (1974), профессор (1983), заслуженный деятель науки России (2002).

## Биография
Родилась в Москве, в семье служащего.
В 1959 году окончила восточный факультет МГИМО. С 1959 года работает в Институте философии АН СССР (ныне РАН).
В 1964 году защитила кандидатскую диссертацию «Критика официальной концепции „исламского среднего пути развития“ в Пакистане», в 1974 году — докторскую диссертацию «Мусульманские концепции в философии и общественной мысли зарубежного Востока XIX—XX вв.» (специальность 09.00.03 — история философии).
Начиная с 1970-х годов совмещает научно-исследовательскую деятельность с педагогической.
В 1980—1994 годах — профессор Дипломатической академии МИД СССР (ныне РФ). С 1995 года — профессор Государственного академического университета гуманитарных наук.
В настоящее время является также руководителем Центра восточной философии Института философии РАН, членом Исполкома International Society for Indian Philosophy, членом редколлегий трёх зарубежных журналов, в том числе «Philosophy East and West» (США).

## Научная деятельность
Работы Мариэтты Степанянц анализируют основные тенденции и направления философской мысли в странах мусульманского мира. Большое внимание уделяется исследованию философского мусульманского мистицизма и реконструкции философского ядра суфизма.
М. Т. Степанянц — автор первого отечественного учебника по истории восточных философий. В настоящее время она является одним из ведущих специалистов в области сравнительной философии, становилась участником и организатором многочисленных международных научных форумов и конференций, президентом VII и VIII конференций философов Востока и Запада (1995, 2000 — Гонолулу).

## Награды
В 1996 году Мариэтта Степанянц получила премию «Сарасвати самана» за достижения в области изучения индийской культуры и философии.
В 2001 году за научные достижения и заслуги в деле подготовки научных кадров она награждена президентом Таджикистана орденом «Ашраф».
В конкурсе на лучшую книгу Института философии РАН за 2001 год книга «Универсалии восточных культур» под редакцией Мариэтты Степанянц заняла 2 место в номинации «Коллективные монографии».
В 2006 году за выдающиеся научные работы в области изучения истории восточных философий и разработку методологии компаративных исследований удостоена высшей академической премии им. Г. В. Плеханова.
В конкурсе на лучшую книгу Института философии РАН за 2007—2009 год книга «Индийская философия: энциклопедия» под редакцией Мариэтты Степанянц заняла 1 место в номинации «Коллективные монографии».
В 2010 году награждена Серебряной медалью «За вклад в развитие философии».
В конкурсе на лучшую книгу Института философии РАН за 2010—2011 год книга «Философия буддизма: энциклопедия» под редакцией Мариэтты Степанянц заняла 1 место в номинации «Коллективные монографии».

## Основные работы
Монографии
- Философия и социология в Пакистане. Очерки. — М.: Наука, 1967. — 150 с.
- Лотос на ладонях. Заметки о духовной жизни индийцев. — М.: Наука, 1971. — 142 с.
- Pakistan: Philosophy and Sociolology. — Moscow: Nauka, 1971. — 130 pp.
- Pakistan: Philosophy and Sociology. — Lahore: People`s Publishing House, 1972. — 150 pp.
- Lotoso Zviedas ant Delno (in Litvinian). — Vilnius: Leidykla «Mintis», 1973. — 142 pp.
- Ислам в философской и общественной мысли зарубежного Востока XIX—XX вв. — М.: Наука, 1974. — 190 с.
- Ислам в философии и идеологии Востока. Учебное пособие кафедры марксистско-ленинской философии ИОН (на русском, английском и арабском языках). — М., 1976-77. — 121 с.
- Islam val-israh bin al-ishtrakiya val-riasmaliya (in Arabic). — Beirut: al-Farabi, 1980. — 37 pp.
- Мусульманские концепции в философии и политике XIX—XX вв. — М.: Наука, 1982. — 248 с.
- Ислам и современная идейно-политическая борьба: Учебное пособие по спецкурсу. — М.: Дипломатическая Академия МИД СССР(ротопринт), 1984. — 144 с.
- Философские аспекты суфизма. — М.: Наука, 1987. — 192 с.
- The Philosophical Aspects of Sufism. — New Delhi: Ajanta Publications, 1989. — 109 pp.
- Islamic Philosophy and Social Thought (XIX—XX Centuries). — Lahore: People`s Publishing House, 1989. — 159 pp.
- Философия ненасилия: уроки гандизма. — М.: Знание, 1992. — 39 с.
- Индийская философия. Энциклопедия / отв ред. М. Т. Степанянц. — М.: Академический проект, 2009. — 950 с. — ISBN 978-5-98426-073-2.
- Восточные философии: Учебник для вузов. — М.: Академический проект, 2011. — 549 с. — ISBN 978-5-8291-1235-6.

Статьи
- 12 сессия Пакистанского философского конгресса в Лахоре // Вестник Академии наук СССР, № 7, 1965. — С. 70.
- 12 сессия Пакистанского философского конгресса // Вопросы философии, № 9, 1965. — С. 158—180.
- На 41-й сессии Индийского философского конгресса // Вопросы философии, № 9, 1968. — С. 148—151.
- 57-я сессия Индийского философского конгресса // Вопросы философии, № 10, 1983. — С. 152—155.
- Философское наследие суфизма в современном мире // Философское наследие народов Востока и современность. Москва: «Наука», Главная редакция восточной литературы, 1983. — С. 124—137.
- Восток и Запад: диалог философов // Вопросы философии. 1989. № 12. — С. 151—157.
- Человек в традиционном обществе Востока (опыт компаративистского подхода) // Вопросы философии, № 3, 1991. — С. 140—151.
- Всемирный день философии 2009 // Вопросы философии, 2010, № 4. — С. 6—11.
- Golden Mean as a Metaphorical Key to Understanding: The General and the Particular in Moral Philosophy// Comparative Ethics in a Global Age. Washington: The Council for Research in Values and Philosophy, 2006, pp. 43-52.